# Севостьянов Михайло Валерійович
Михайло Валерійович Севостьянов (рос. Михаил Валерьевич Севостьянов; 24 липня 1980, м. Ангарськ, СРСР) — російський хокеїст, лівий нападник. Виступає за «Єрмак» (Ангарськ) у Вищій хокейній лізі. 
Вихованець хокейної школи «Єрмак» (Ангарськ). Виступав за ЦСК ВВС (Самара), «Лада» (Тольятті), «Молот-Прикам'я» (Перм), «Хімік» (Митищі), «Металург» (Магнітогорськ), «Металург» (Новокузнецьк), «Амур» (Хабаровськ).
Брат: Сергій Севостьянов.
Досягнення
- Срібний призер чемпіонату Росії (2005), бронзовий призер (2003, 2004)